# براتاب بوثن
براتاب بوثن هو منتج أفلام وكاتب ومخرج وممثل هندي، ولد في 15 فبراير 1952 بثيروفانانثابورام في الهند. من الجوائز التي نالها جائزة فيلم فير جنوب.

## أعمال

### أفلام
- (2007) غورو

## جوائز
- جائزة فيلم فير جنوب

## وصلات خارجية
- براتاب بوثن على موقع IMDb (الإنجليزية)
- براتاب بوثن على موقع ألو سيني (الفرنسية)
- براتاب بوثن على موقع قاعدة بيانات الفيلم (الإنجليزية)
- براتاب بوثن على موقع كينوبويسك (الروسية)
- براتاب بوثن على موقع كينوبويسك (الروسية)